# Pachybrachis fuscipes
Pachybrachis fuscipes är en skalbaggsart som beskrevs av Henry Clinton Fall 1915. Pachybrachis fuscipes ingår i släktet Pachybrachis och familjen bladbaggar.

## Underarter
Arten delas in i följande underarter:
- P. f. fuscipes
- P. f. purgatus